# Mistrzostwa Świata FIBT 1949
Mistrzostwa Świata FIBT 1949 odbyły się w dniu 1 lutego 1949 w amerykańskiej miejscowości Lake Placid, gdzie rozegrano konkurencję męskich dwójek i czwórek bobslejowych. Były to pierwsze mistrzostwa świata w bobslejach rozegrane poza Europą.

## Dwójki
- Data: 1 lutego 1949

| Miejsce | Państwo           | Zawodnik                        | Czas |
| ------- | ----------------- | ------------------------------- | ---- |
| 1       | Szwajcaria        | Felix Endrich Friedrich Waller  | -    |
| 2       | Szwajcaria        | Fritz Feierabend Heinrich Angst | -    |
| 3       | Stany Zjednoczone | Frederick Fortune John McDonald | -    |

## Czwórki
- Data: 1 lutego 1949

| Miejsce | Państwo           | Zawodnik                                                       | Czas |
| ------- | ----------------- | -------------------------------------------------------------- | ---- |
| 1       | Stany Zjednoczone | Stanley Benham Patrick Martin William D’Amico William Casey    | -    |
| 2       | Stany Zjednoczone | James Bickford Henry Sterns Pat Buckley Donald Dupree          | -    |
| 3       | Szwajcaria        | Fritz Feierabend Werner Spring Friedrich Waller Heinrich Angst | -    |

## Tabela medalowa
| Miejsce | Państwo           |   |   |   | Razem |
| ------- | ----------------- | - | - | - | ----- |
| 1.      | Stany Zjednoczone | 1 | 1 | 1 | 3     |
|         | Szwajcaria        | 1 | 1 | 1 | 3     |